# ثواب
الثَّوَاب: جزاء يكون في الخير والشرِّ إلا أنه في الخير أخصّ، أو أكثر استعمالاً، عكسه عقاب نال الثواب من الله، آل عمران آية 148 فآتاهُمُ اللَّهُ ثَوابَ الدُّنْيا وَحُسْنَ ثَوابِ الآخِرَة (قرآن) 
يستفاد من التعريف اللغوي أن الثواب جزاء حقيقي وأصلي يرجع إليه المؤمن بعد حين من الدنيا ومن هنا قال الجرجاني: «الثواب: ما يستحق به الرحمة والمغفرة من الله تعالى، والشفاعة من الرسول صلى الله عليه وسلم، وقيل: الثواب: هو إعطاء ما يلائم الطبع»
ولفظ (الثواب)، وإن كان في اللغة يطلق على الجزاء الدنيوي والأخروي، إلا أنه قد اختص في العرف بالجزاء الأخروي على الأعمال الصالحة من العقائد الحقة، والأعمال البدنية والمالية، بحيث لا يتبادر منه عند الإطلاق إلا هذا المعنى؛ في حين أن مصطلح (الأجر) يطلق على الجزاء الدنيوي والأخروي معًا.
يختلف البشر منهم من تفلح معه القدوة الحسنة في التربية، ومنهم من تنفعه الموعظة الحسنة والقول اللين، ومنهم من تكفيه القصة، وقسم لا بد من وقع السوط على جلده لردعه وتنبيهه. والقرآن الكريم لا يبادر إلى العقوبة في التربية إنما يقدم قبلها الترغيب في الثواب أو يقرنه معها للإشعار بأن العقوبة ليست مقصودة لذاتها وإنما هناك طوائف من الناس لا بد من إبراز السوط لهم والبعض الآخر لا بد من إيقاع السياط على جلودهم ليرتدعوا ويردعوا عن غيهم وعنادهم.
قال الجرجاني: «الثواب: ما يستحق به الرحمة والمغفرة من الله تعالى، والشفاعة من الرسول صلى الله عليه وسلم، وقيل: الثواب: هو إعطاء ما يلائم الطبع»
والقرآن الكريم حافل بالآيات التي تحمل في ثناياها الثواب وأخرى تحمل العقاب لتكون النفوس بين هاتين الوسيلتين تتأرجح إن مالت النفس إلى الدعة والخمول والكسل قرّعتها آيات العذاب والعقاب، وإن أقبلت على خالقها ونشطت في طاعته سمعت آيات الوعد والثواب فزادت نشاطاً ورغبة في ذلك.
ففي الترغيب في الثواب يقول تعالى: [يا أيها الذين آمنوا توبوا إلى الله توبة نصوحاً عسى ربكم أن يكفر عنكم سيئاتكم ويدخلكم جنات تجري من تحتها الأنهار يوم لا يخزي الله والنبي والذين آمنوا معه نورهم يسعى بين أيديهم وبأيمانهم يقولون ربنا أتمم لنا نورنا واغفر لنا إنك على كل شيء قدير ].
لقد ذهب القرآن إلى أبعد من ذلك فاستخدم مصطلحاً تجارياً لتوصيل معنى الثواب والعقاب للناس حسب ذهنياتهم وحسب واقعهم الاقتصادي وشغفهم بتراكم أرباحهم ونقدهم ونعني به مصطلح القرض، فالعمل الصالح هو بمثابة قرض يُقرضه صاحبه لرب العزة ليناله مضاعفاً يوم الحساب:
قال تعالى: ﴿مَنْ ذَا الَّذِي يُقْرِضُ اللَّهَ قَرْضًا حَسَنًا فَيُضَاعِفَهُ لَهُ وَلَهُ أَجْرٌ كَرِيمٌ ۝١١﴾ [الحديد:11]

## أدلة الثواب في القرآن الكريم
| - ﴿إِنَّ الَّذِينَ آمَنُوا وَعَمِلُوا الصَّالِحَاتِ كَانَتْ لَهُمْ جَنَّاتُ الْفِرْدَوْسِ نُزُلًا ۝١٠٧ خَالِدِينَ فِيهَا لَا يَبْغُونَ عَنْهَا حِوَلًا ۝١٠٨﴾ سورة الكهف - ﴿فَمَنْ يَعْمَلْ مِثْقَالَ ذَرَّةٍ خَيْرًا يَرَهُ ۝٧ وَمَنْ يَعْمَلْ مِثْقَالَ ذَرَّةٍ شَرًّا يَرَهُ ۝٨﴾ سورة الزلزلة - ﴿يَا أَيُّهَا النَّبِيُّ جَاهِدِ الْكُفَّارَ وَالْمُنَافِقِينَ وَاغْلُظْ عَلَيْهِمْ وَمَأْوَاهُمْ جَهَنَّمُ وَبِئْسَ الْمَصِيرُ ۝٩﴾ سورة التحريم - ﴿إِنَّ جَهَنَّمَ كَانَتْ مِرْصَادًا ۝٢١ لِلطَّاغِينَ مَآبًا ۝٢٢ لَابِثِينَ فِيهَا أَحْقَابًا ۝٢٣ لَا يَذُوقُونَ فِيهَا بَرْدًا وَلَا شَرَابًا ۝٢٤ إِلَّا حَمِيمًا وَغَسَّاقًا ۝٢٥﴾ سورة النبأ - ﴿مَنْ ذَا الَّذِي يُقْرِضُ اللَّهَ قَرْضًا حَسَنًا فَيُضَاعِفَهُ لَهُ وَلَهُ أَجْرٌ كَرِيمٌ ۝١١﴾ [الحديد:11] سورة النحل |

## أدلة الثواب في السنة النبوية
| ثواب قراءة الْقُرْآنُ:- - إِنَّ الْبَيْتَ لَيَتَّسِعُ عَلَى أَهْلِهِ وَتَحْضُرُهُ الْمَلَائِكَةُ وَتَهْجُرُهُ الشَّيَاطِينُ وَيَكْثُرُ خَيْرُهُ أَنْ يُقْرَأَ فِيهِ الْقُرْآنُ ، وَإِنَّ الْبَيْتَ لَيَضِيقُ عَلَى أَهْلِهِ وَتَهْجُرُهُ الْمَلَائِكَةُ وَتَحْضُرُهُ الشَّيَاطِينُ وَيَقِلُّ خَيْرُهُ أَنْ لَا يُقْرَأَ فِيهِ الْقُرْآنُ.[أخرجه الدرامي عن أبي هريرة] - من قرأ القرآن ثم رأى أن أحداً أوتي أفضل مما أوتي فقد استصغر ما عظمه الله.[الطبراني عن عبد الله بن عمر] ثواب تربية البنات:- - عن أنس بن مالك ـ رضي الله عنه ـ قال: قال رسول الله ـ صلى الله عليه وسلم ـ: ( مَنْ عال جارتين (بنتين) حتى تبلغا، جاء يوم القيامة أنا وهو وضم أصابعه ) رواه مسلم . - وعن أنس ـ رضي الله عنه ـ أن النبي ـ صلى الله عليه وسلم ـ قال: ( مَن عال ابنتينِ أو ثلاثًا، أو أختينِ أو ثلاثًا، حتَّى يَبِنَّ (ينفصلن عنه بتزويج أو موت)، أو يموتَ عنهنَّ كُنْتُ أنا وهو في الجنَّةِ كهاتينِ - وأشار بأُصبُعِه الوسطى والَّتي تليها ) رواه ابن ماجه وصححه الألباني . - وعن عقبة بن عامر ـ رضي الله عنه ـ أن النبي ـ صلى الله عليه وسلم ـ قال: ( مَنْ كان له ثلاث بنات فصبَرَ علَيْهِنَّ، وأطعَمَهُنَّ وسقاهُنّ، وكساهُنَّ مِنْ جِدَتِهِ (سعته وطاقته)، كُنَّ لَهُ حجاباً مِن النارِ يومَ القيامة )، وفي رواية الترمذي عن عائشة ـ رضي الله عنها ـ لم يحدد النبي ـ صلى الله عليه وسلم ـ عددا من البنات، فقال: ( مَن ابتُلي بِشَيءٍ من البناتِ فصبرَ عليهِنَّ كُنَّ له حجاباً من النَّار ) . |

## الثواب والعقاب من أساليب التربية
يعتبر علماء التربية أن الثواب والعقاب من أبرز أشكال التربية والضبط الاجتماعي وتوجيه السلوك، فالثواب يساعد في تثبيت السلوك السوي وتدعيمه، وتحسين الأداء وتقويمه. فحينما نكافئ أطفالنا على سلوكياتهم الحسنة ونقابلها بالاستحسان والقبول خاصة في سنوات العمر المبكرة، فإننا بذلك نبث الثقة في نفوسهم ونشجعهم على المزيد من التعلم الجيد والإنجاز والالتزام بالفضائل.
إن نتائج الدراسات الإنسانية والسلوكية توصي بضرورة الاهتمام أولا بقضية الثواب والاستحسان وتركز علي الثواب لعدة أسباب منها الأثر الانفعالي السيئ الذي يصاحب العقاب، أما الإثابة والاستحسان ففيهما توجيه بناء لطبيعة السلوك المرغوب فيه، شريطة أن يكون الثواب علي فعل حقيقي يستحق الإثابة أو نتيجة ترك فعل غير مرغوب، أما الإثابة علي غير سبب حقيقي فإنها تفقد الثواب قيمته وأثره التربوي.